# Campuloclinium
Campuloclinium é um género botânico pertencente à família Asteraceae.